# Песниця-при-Марибору
Песниця-при-Марибору (словен. Pesnica pri Mariboru) — поселення в общині Песниця, Подравський регіон‎, Словенія.